# Patrizia Webley
Patrizia Webley (nacida y acreditada también como Patrizia De Rossi; 1 de diciembre de 1950) es una actriz italiana. Ella actuó principalmente en películas de terror y películas eróticas.

## Carrera
Comenzó su carrera como actriz en comedias eróticas italianas en 1975 con la película Gli angeli dalle mani bendate con Rossano Brazzi, más tarde participó en películas como La sanguisuga conduce la danza, Movie Rush - La febbre del cinema, La ragazza alla pari y Classe mista, entre otros. También hace una aparición en Salón Kitty. Desde principios de los años ochenta se retiró de las escenas, su última aparición data de 1981 con la miniserie Seagull Island.

## Filmografía
- Gli angeli dalle mani bendate (1975)
- La sanguisuga conduce la danza (1975)[3]
- Giro, giro, tondo... con il sesso è bello il mondo (1975)
- Salón Kitty (1975)
- Movie Rush - La febbre del cinema (1976)
- La ragazza alla pari (1976)
- Classe mista (1976)[3]
- Gola profonda nera (1976)
- Le calde notti di Caligola (1977)[4]
- Virgo, tauro y capricornio (1977)
- Il letto in piazza (1977)
- La sorprendente eredità del tonto di mammà (1977)
- Play Motel (1979)
- Malabimba (1979)[3]
- Tre sotto il lenzuolo (1979)
- Il lupo e l'agnello (1980)